# Шибам
Шибам (араб. شبام) (часто згадується як Шибам Хадрамаут) — місто в Ємені з населенням близько 7000 жителів. Перший відомий запис про місто датується третім століттям нашої ери.
Шибам славиться своєю ні з чим незрівнянною архітектурою, через яку включений в список Всесвітньої спадщини ЮНЕСКО  .
З 1982 р Шибам перебуває під охороною ЮНЕСКО. 
Шибам є однією з візитних карток Ємену. З легкої руки німецького журналіста Ганса Хельфріца, який подорожував Єменом в 30-х роках минулого століття, Шибам і понині називають «містом хмарочосів» або «Манхеттеном пустелі». 
Шибам часто називають «найстарішим містом хмарочосів у світі». Це також найдавніший приклад міського планування, заснованого на принципі вертикального будівництва. 

## Опис
Це стародавнє місто з'явилося близько 2 тис. років тому в долині висохлої річки Хадрамаут. Затиснуте у фортечних мурах місто могло рости тільки вгору. Протягом усієї своєї історії місто не раз служило столицею численним емірам і султанам, які з'являлися і зникали на пустельних просторах.
Це місто - найяскравіший приклад вертикального будівництва. Будинки Шибам, обнесені по периметру стіною XVI століття, являють собою башти, розташовані дуже близько одна до одної. Деякі будинки міста навіть з'єднані між собою невеликими балкончикамі, які давали змогу під час нападів переміщатися з одного будинку в інший. Шибам - мало не єдине місто в Ємені такого фортифікаційного типу, що бере свій початок ще з передісламських царств V ст. до н. е.- V ст. н. е. 
У Шибамі знаходяться найвищі глиняні будівлі у світі, деякі з них підносяться на 30 м і більше .
Всі будинки в Шибамі побудовані з глиняних цеглин, приблизно 500 будинків можна вважати багатоповерховими, так як вони мають 5-11 поверхів, кожен поверх являє собою квартиру, займану однією сім'єю.  Такого типу будови були покликані захищати мешканців міста від набігів бедуїнів.
Середня висота стін будинків - 20-25 м. Стіни поступово звужуються догори. Найвищі будинки в Шибамі 8-поверхові, але частіше зустрічаються 5-6-поверхові.
Місто обнесли муром, а простір усередині почали забудовувати багатоповерховими будівлями. Шибам - ймовірно, перший у містобудівній історії приклад планової забудови, заснованої на принципі вертикальності. Розташування будівель, їх висотність регламентовані таким чином, щоб кожен будинок-башта отримував приблизно однакову кількість сонячного світла. Через усе місто проходить досить широкий проспект, від якого відходять численні вулиці і провулки. Найвужчі з них мають в ширину не більше 2 метрів.
Матеріалом для будівництва послужив мадар - глиняно-солом'яна цегла-сирець, висушений прямо на сонце, всі будинки побудовані з нього. У вкрай сухому кліматі Ємену середній термін служби такого будинку складає 2-3 століття. Найстаріший будинок Шибаму датується 1609 роком, більша ж частина будинків побудована з 1880 по 1915 рр. 
Місто неодноразово руйнувалося повенями. У жовтні 2008 року в Хадрамаут і, зокрема, в Шибамі була сильна повінь, яка забрала кілька десятків життів і зруйнував частину будинків міста. 

## Зображення

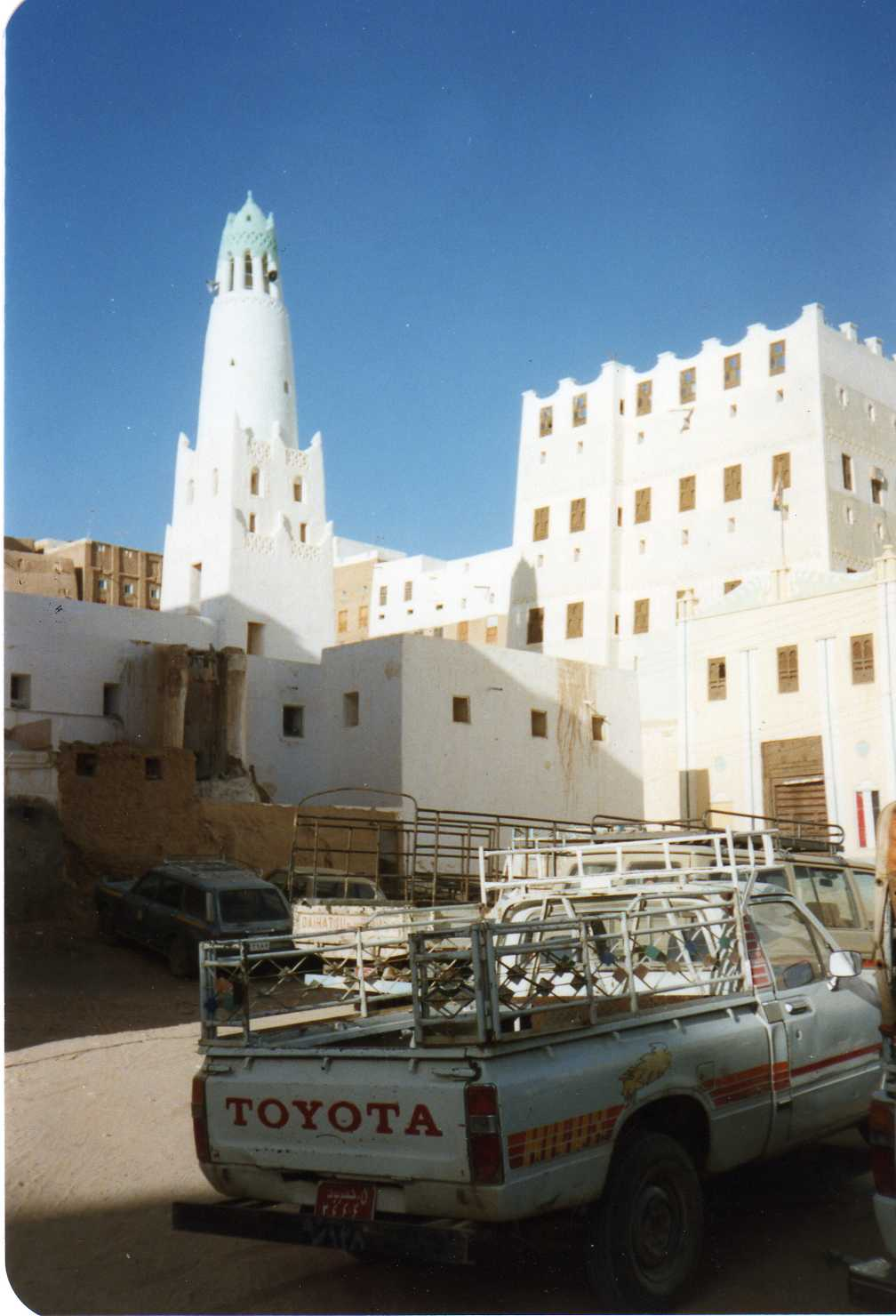
Мінарет Шибаму
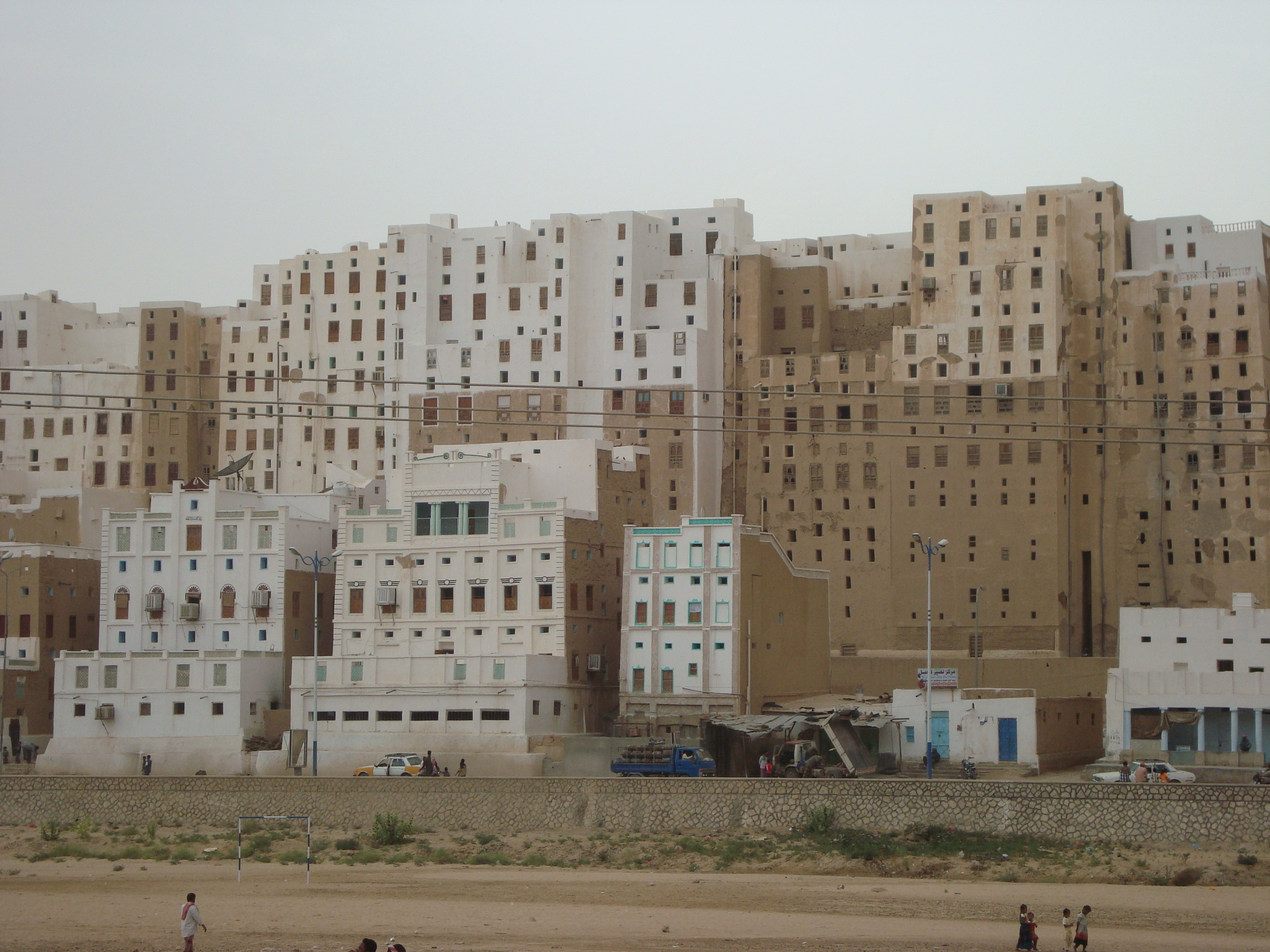
Хмарочоси Шибаму
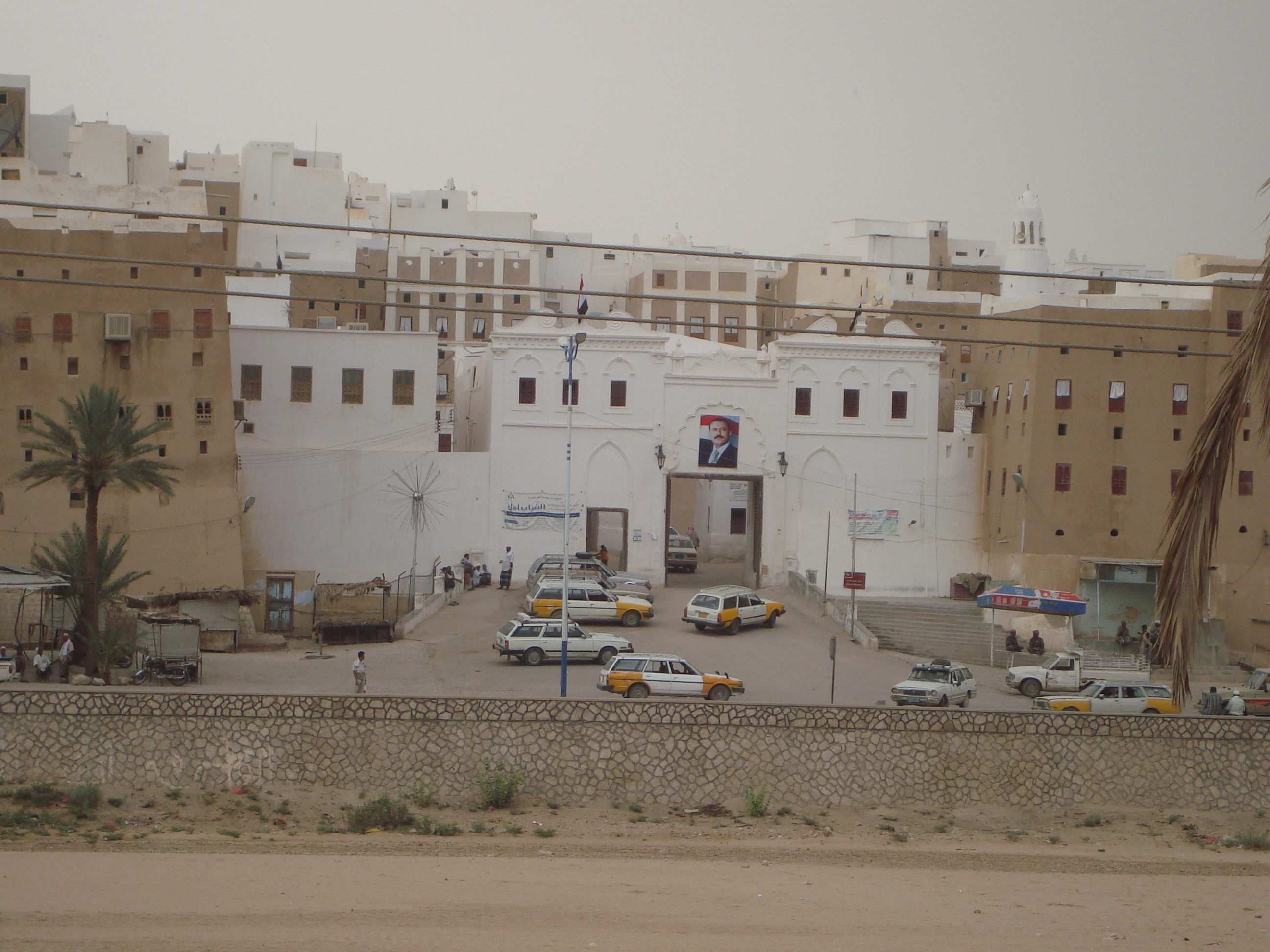
Ворота міста Шибам
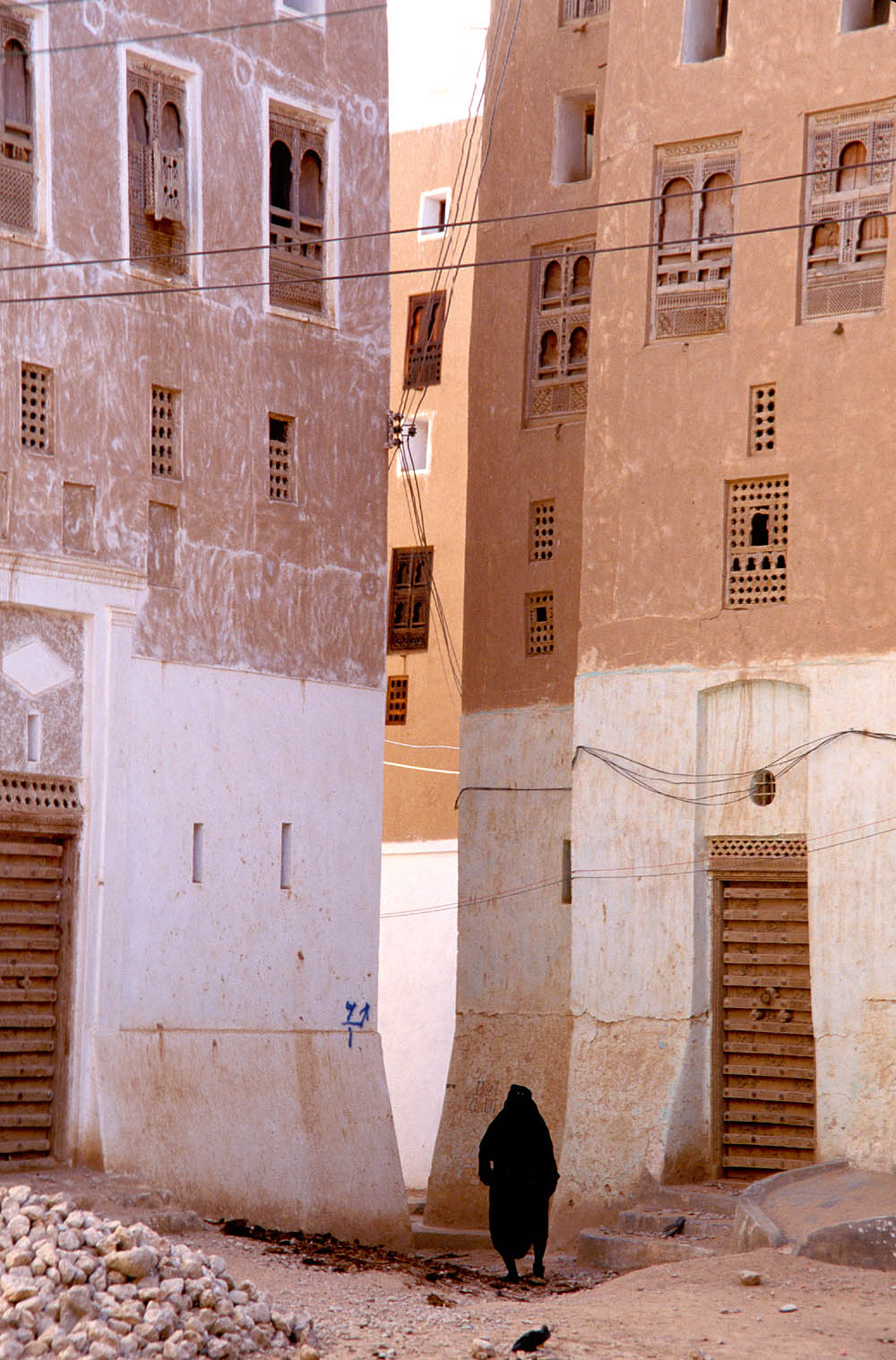
Будівлі в місті Шибам, з традиційними дверима і вікнами